# Geoffrey Okamoto

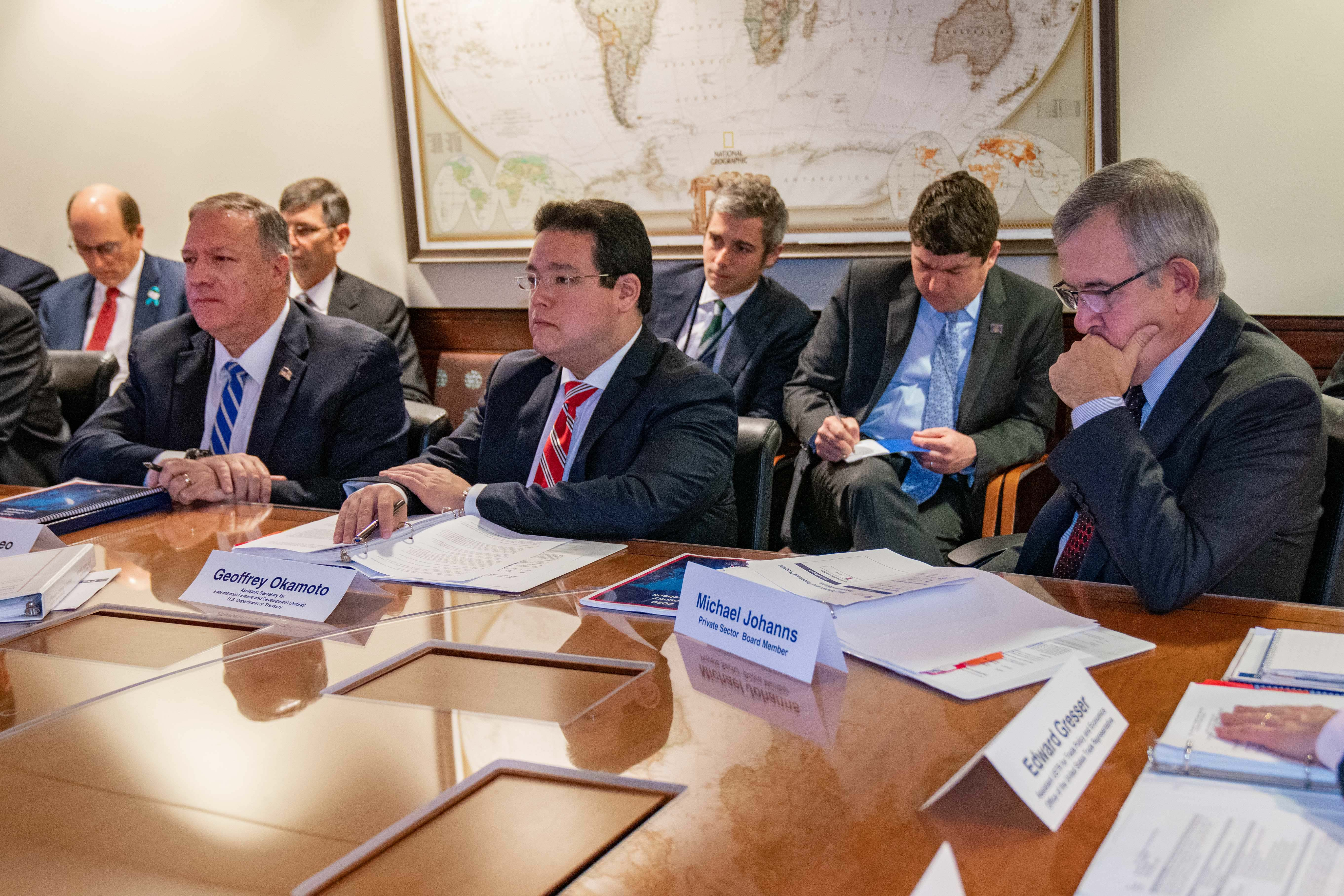
Geoffrey Okamoto (Mitte, 2019)

Geoffrey William Seiji Okamoto (* 18. Januar 1985 in Torrance, Kalifornien) ist ein US-amerikanischer Politiker (Republikanische Partei) und seit 2020 stellvertretender Direktor des Internationalen Währungsfonds.
Okamoto erwarb einen Bachelor of Science an der California Polytechnic State University und einen Master für Staatswesen an der Georgetown University in Washington, D.C. mit einem Schwerpunkt auf Bank-, Fiskal- und Währungspolitik. Er begann seine berufliche Karriere als Berater bei der  Wirtschaftsprüfungsgesellschaft KPMG.
Im Jahr 2013 wurde er Leiter der Abteilung für Währungs- und Handelspolitik beim United States House Committee on Financial Services. Zwei Jahre später wechselte er zum Finanzministerium der Vereinigten Staaten und arbeitete als Berater für Währungsfragen im US-Senat.
Ab 2018 war er für das Finanzministerium als stellvertretender Staatssekretär (Assistant Secretary of the Treasury) für internationale Angelegenheiten tätig. Anschließend war Okamoto im Finanzministerium für internationales Finanzwesen und Entwicklung zuständig. In dieser Funktion beaufsichtigte er die globalen Finanzmärkte, die Koordination mit den G-7, G-20 und dem Financial Stability Board und war für regionale und bilaterale Wirtschaftsfragen sowie internationale Finanzinstitutionen zuständig.
Geoffrey Okamoto wurde am 12. März 2020 zum stellvertretenden Direktor des IWF gewählt und trat sein Amt am 19. März 2020 an.